# Juliette du côté des hommes
Pour plus de détails, voir Fiche technique et Distribution.
Juliette du côté des hommes est un court métrage français réalisé par Claudine Bories, sorti en 1981.

## Synopsis
Une femme interroge des hommes sur leur histoire, leurs faiblesses, leurs rites sociaux et leurs désirs.

## Fiche technique
- Titre : Juliette du côté des hommes
- Réalisation : Claudine Bories
- Photographie : Jean Monsigny
- Son : Auguste Galli
- Montage : Jacques Comets
- Production : Théâtre de la Commune (Aubervilliers)
- Durée : 52 minutes
- Date de sortie : 1981

## Distinctions

### Récompense
- 1981 : Grand Prix du Festival Cinéma du Réel[1]

### Sélection
- 1981 : Festival de Cannes (Perspectives du cinéma français)[2]